# 實松讓
實松讓（日语：／ sanematsu yuzuru，1902年11月20日—1996年12月20日），日本海军軍人，作家。

## 生平
他曾担任过海軍大臣米內光政的大臣秘書官，及駐美国大使馆附武官補佐官，於二戰太平洋战争期间在情報領域有豐富戰績。日本戰敗後，作為戰犯在巢鴨監獄關押了11年半。
出獄後他開始撰写与海军和二戰有关的书籍，出版物数量接近100冊 ，如《珍珠港事件前的日日夜夜》（又名：偸襲珍珠港前的365天）。   